# 麻豆店
麻豆店，原寫為蔴荳店，是臺灣嘉義縣鹿草鄉的一個傳統地域名稱，位於該鄉東部。相較於今日行政區，其範圍大致為下麻村東南部不含南部邊界地帶東段、後堀村東西兩半葉連接地帶。

## 歷史
台灣日治初期，麻豆店地區為一街庄（舊制街庄），稱為「蔴荳店庄」，隸屬於鹿仔草堡。該庄昔日西邊北段及北邊與下半天庄為鄰，東與南靖庄為鄰，南邊為後堀庄，西邊南段為山仔腳庄。
1901年（日治明治三十四年）11月11日，全台廢縣廳改設二十廳，該庄隸屬於嘉義廳。1904年（明治三十七年）2月20日，該庄編入「鹿仔草區」，隸屬於嘉義廳。1905年（明治三十八年）7月1日，嘉義廳內管轄區域調整，該庄仍隸屬於「鹿仔草區」。1909年（明治四十二年）10月25日，全台合併二十廳為十二廳，鹿仔草區仍隸屬於嘉義廳。1920年（大正九年）10月1日，全台地方制度大改正，廢十二廳改設五州二廳，該庄改制並雅化為「麻豆店」大字，隸屬於臺南州東石郡鹿草庄（新制街庄）。
戰後鹿草庄改制為鹿草鄉，隸屬於臺南縣，大字亦改制為村。1950年10月25日，雲、嘉、南分治，鹿草鄉改隸屬嘉義縣。

## 聚落
該地區發展較早的聚落為蔴荳店，在日治期初期的官方地圖上已有記載。

## 交通
國道1號又稱「中山高速公路」，是台灣西部兩條南縱向高速公路之一，經過本地區東南端，並於東北方不遠處的省道台82線交會處設有嘉義系統交流道。最近的一般交流道是位於本地區東北方大崙地區縣道168號交會口的水上交流道，由此等進入可快速前往台灣南北各地。
縣道163號是嘉義至好美里的道路，經過本地區主聚落。由該道路東行可前往水上鄉、嘉義市西區，並止於縣道159號路口；西行可前往鹿草鄉鹿草市區、義竹鄉、布袋鎮，並止於好美里。
鄉道嘉37線是下半天至後堀的道路，經過本地區西南端。
鄉道嘉39線是後潭至麻豆店的道路，其南側端點（終點）位於本地區主聚落。